# معركة جيوليانتشنغ
كانت معركة جيوليانتشنغ (九 連城 之 戰) معركة برية في الحرب اليابانية الصينية الأولى بين قوات اليابان تحت حكم ميجي ووتشينغ الصينية. يشار إلى المعركة أحيانًا باسم معركة نهر يالو (鴨緑江作戦 Ōryōkuko Saksuken)، مما يسبب ارتباكًا مع الصراع البحري السابق الذي حمل نفس الاسم في 17 سبتمبر، والمعارك البحرية والبرية اللاحقة من الحرب الروسية اليابانية، التي تحمل نفس الاسم وتحدث في نفس الموقع تقريبًا.

## الخلفية
بعد هزيمتهم في معركة بيونغ يانغ، اتخذ جيش بييانغ موقفه التالي عند معبر نهر يالو، على الحدود الصينية الكورية. فعلى الجانب الصيني، أنشأ الجنرال سونغ تشينغ مقره الرئيسي في بلدة مسورة هي جيوليانتشنغ (九 連城)، وحصن ضفاف نهر يالو جنوبًا إلى عاصمة المنطقة المحلية داندونغ وشمالًا إلى قرية هوشان (虎山) لحوالي 16 كيلومترًا في كلا الاتجاهين مع أكثر من مائة من المعسكرات والخنادق التي يديرها حوالي 23 ألف جندي.
على الجانب الكوري من نهر يالو، احتل الجنرال الياباني أريتومو ياماغاتا بلدة أويجو المسورة في 23 أكتوبر 1894 بحوالي 10 آلاف جندي من الجيش الياباني الأول، الذي يتألف من الفرقتين الثالثة والخامسة. ومع أن ياماغاتا والقوات اليابانية الرئيسية لم يصلوا حتى 23 أكتوبر، إلا أن الكشافة والمهندسين اليابانيين كانوا موجودين منذ أوائل ذلك الشهر، لمسح النهر ووضع خط تلغراف إلى بيونغ يانغ.

## المعركة
كانت إستراتيجية ياماغاتا تتمثل في التظاهر بشن هجوم أمامي على مواقع جيش بييانغ الرئيسية في جيوليانتشنغ، بينما قامت قواته الرئيسية بتحويل الجناح الصيني في هوشان. وخلال ليلة 24 أكتوبر، نجح اليابانيون في وضع جسر عائم فوق نهر يالو دون أن يتم اكتشافه، أمام التحصينات الصينية مباشرة. لقد شنت فرقة IJA الثالثة بقيادة الجنرال تارو كاتسورا هجومًا ليليًا على هوشان في 25 أكتوبر 1894، فقط لتكتشف أن الجزء الأكبر من الحامية الصينية قد هجر تحصيناته في الليلة السابقة. وبالمثل، فإن الفرقة الخامسة IJA بقيادة الجنرال نوزو ميتشيتسورا، عند عبورها إلى جيوليانتشنغ، وجدت مواقع مهجورة، مع وجود حارس خلفي فقط يقوم بمقاومة رمزية. بعد أقل من ثلاث ساعات، كانت تحصينات كل من جيوليانتشنغ وهوشان في أيدي اليابانيين.
وبالمثل، تم احتلال دادونغ في اليوم التالي دون مقاومة، وترك جيش بييانغ وراءه كميات كبيرة من الأسلحة والإمدادات.

## العواقب
تم إنشاء إدارة مدنية يابانية مؤقتة بقيادة البارون كومورا جوتارو (وخلفه لاحقًا الفريق فوكوشيما ياسوماسا) في مناطق شبه جزيرة لياودونغ التي خضعت للسيطرة اليابانية.
تم تقسيم الجيش الياباني الأول إلى مجموعتين. طاردت إحدى المجموعات بقيادة اللفتنانت جنرال كاتسورا تارو حامية أنتونغ الهاربة (والتي تضمنت الجنرال ني شيتشنغ) شمالًا إلى فنغتشنغ، التي سقطت في أيدي اليابانيين في 30 أكتوبر، وإلى شيويان غرب فنغتشنغ، التي تمت السيطرة عليها في 15 نوفمبر. أدى ذلك إلى عزل الطرق البرية المؤدية إلى ميناء لوشونكو الاستراتيجي (ميناء آرثور).
سارت المجموعة الثانية بقيادة الفريق أوكو ياسوكاتا شمالًا في ظل ظروف شتوية قاسية لتهديد مركز مقاطعة فنغتيان في مُوكِدين. احتل الجنرال سونغ وحامية جيوليانتشنغ لياويانغ على الطريق المؤدي إلى مُوكِدين لمنع تقدم اليابان، وذهب كلا الجيشين إلى أماكن الشتاء.

### فهرس
- Elleman، Bruce A (2001). Modern Chinese Warfare, 1795–1989. Routledge. ISBN:0-415-21473-4.
- Jowett، Philip (2013). China's Wars: Rousing the Dragon 1894-1949. Bloomsbury Publishing. ISBN:978-1-47280-673-4.
- Olender، Piotr (2014). Sino-Japanese Naval War 1894–1895. MMPBooks. ISBN:978-83-63678-30-2.
- Paine، S.C.M (2003). The Sino-Japanese War of 1894–1895: Perceptions, Power, and Primacy. Cambridge University Press. ISBN:0-521-81714-5.